# Michele Carbone
Michele Carbone (Barletta, 28 aprile 1961) è un generale italiano della Guardia di Finanza, Direttore della Direzione Investigativa Antimafia (DIA) dal 27 luglio 2023.

## Biografia

### Formazione
Dopo il diploma presso l'Istituto Tecnico Commerciale "M. Cassandro" di Barletta, ha frequentato l'82° corso "Judrio II" dell'Accademia della Guardia di Finanza (1982-1986), al termine del quale ha conseguito il grado di Tenente.
Laureato in Giurisprudenza, in Scienze politiche e in Scienze della sicurezza economico-finanziaria, ha frequentato il Corso Superiore di Polizia Tributaria (1997-1999) e ha conseguito i master in Diritto tributario dell'impresa, presso l'Università Luigi Bocconi di Milano e in Sicurezza, Intelligence e Aree di crisi presso la S.I.O.I. e il Ce.S.I. di Roma. È iscritto nel Registro dei revisori legali.

### Carriera militare
Da giovane Ufficiale, dopo una prima esperienza di servizio alla Compagnia della Guardia di Finanza di Gallarate, è stato istruttore degli Allievi Ufficiali presso l'Accademia del Corpo di Bergamo. Ha successivamente ricoperto gli incarichi di Comandante della Compagnia Aeroporto Internazionale di Roma, della "Sezione Economia e Valuta" dell'allora Nucleo Regionale di Polizia Tributaria di Milano e del Gruppo Investigazioni Criminalità Organizzata (GICO) di Palermo. 
Nel capoluogo panormita, sotto la direzione della locale Procura della Repubblica, ha condotto le indagini che portavano, nel marzo 2001, all'arresto di Giovanni Costa, oltre che dell'ex moglie Giuseppa Pandolfo, per aver riciclato i capitali della Famiglia mafiosa di Portanuova, provenienti da una mega truffa finanziaria organizzata in Sicilia, con l'appoggio di Cosa Nostra, da Giovanni Sucato, noto come il "mago dei soldi di Villabate" e trovato carbonizzato, dentro la sua auto, nel 1995. Veniva altresì sottoposto a sequestro (poi divenuto confisca definitiva) l'immenso patrimonio mobiliare e immobiliare riconducibile ai due indagati, stimato in circa 870 miliardi delle vecchie lire.
Promosso Colonnello il 1° gennaio del 2004, è stato Comandante Provinciale di Milano (2004-2006), nella cd. stagione dei "furbetti del quartierino". In quel contesto, ha diretto e coordinato le indagini, sotto l'egida della Procura della Repubblica meneghina, sulla tentata scalata alla Banca Antonveneta, che portavano, il 13 dicembre 2005, all'arresto per gravi reati del banchiere Giampiero Fiorani, amministratore delegato della Banca Popolare Italiana (già Banca Popolare di Lodi) e all'esecuzione di misure cautelari nei confronti di altre 7 persone. A seguito di tale inchiesta giudiziaria, il Governatore della Banca d'Italia Antonio Fazio rassegnava le sue dimissioni il 19 dicembre 2005.
Presso il Comando Generale ha svolto funzioni di Stato Maggiore in qualità di Capo Sezione Personale Ufficiali, Capo Ufficio del Comandante in Seconda, Capo Ufficio Reclutamento e Addestramento nonché Capo Ufficio e Portavoce del Comandante Generale.
Nel grado di Generale di Brigata, dal 2010 al 2013 ha guidato il II Reparto "Analisi e Relazioni Internazionali", occupandosi di intelligence e cooperazione con Autorità estere. In questa veste, ha partecipato direttamente all'acquisizione della cd. "lista Falciani", attestante le ingenti risorse finanziarie non dichiarate al Fisco di migliaia di contribuenti italiani detenute presso la filiale di Ginevra della HSBC. Ha rappresentato la Guardia di Finanza in seno al Comitato di Analisi Strategica Antiterrorismo (C.A.S.A.), istituito presso il Ministero dell'Interno.
Ha poi comandato la Scuola Ispettori e Sovrintendenti dell'Aquila nonché diretto i Comandi Regionali della Toscana e del Lazio da Generale di Divisione. Il 1° gennaio del 2020 ha raggiunto il grado di Generale di Corpo d'Armata.
È stato Comandante Aeronavale Centrale (2020-2022), responsabile a livello nazionale della componente aeronavale di proiezione del Corpo. Durante il suo mandato sono state svolte attività di supporto alla gestione dell’emergenza Covid-19,  in collaborazione con il Dipartimento della Protezione civile e altri Enti. Nello stesso periodo, il Capo dello Stato ha conferito alla Bandiera di Guerra della Guardia di Finanza il riconoscimento della Medaglia d'oro al Valore per l'impegno dei reparti aeronavali nella fase pandemica. Inoltre, il 18 febbraio 2022, il Pattugliatore multiruolo "Monte Sperone", appartenente al dipendente Gruppo Aeronavale (GAN) di Messina, è intervenuto al largo dell'Isola greca di Corfù in un'operazione di soccorso al traghetto Euroferry Olimpia, della Compagnia marittima Grimaldi Lines, colpito da un incendio, mettendo in salvo 243 persone.
Dal maggio 2022 al luglio 2023 ha diretto il Comando Interregionale dell'Italia Meridionale, con sede a Napoli e competenza su Campania, Puglia, Basilicata e Molise.
Nel triennio luglio 2020 - luglio 2023 è stato Presidente del Fondo di Assistenza per i Finanzieri (FAF), ente con finalità mutualistiche e previdenziali, sottoposto alla vigilanza del Ministro dell'economia e delle finanze.

### Direzione della DIA
Il 27 luglio 2023 è stato nominato Direttore della Direzione Investigativa Antimafia (DIA) con decreto del Ministro dell’Interno. È membro del Consiglio Generale per la lotta alla criminalità organizzata, ai sensi dell'art. 107 del Codice delle leggi antimafia (D.Lgs. n.159/2011).

## Attività accademica e scientifica
Negli anni, Michele Carbone ha insegnato presso l'Accademia, la Scuola di Polizia Tributaria e la Scuola Ispettori e Sovrintendenti della Guardia di Finanza. È stato docente a contratto di diritto tributario presso le Università di Foggia (2008-2010), L'Aquila (2012-2016) e Bari (2018-2019). È professore a contratto, dal 2019, della materia "Antiriciclaggio e reati economici" presso l'Università degli Studi della Tuscia di Viterbo. Ha partecipato come relatore a convegni e master su tematiche legate al riciclaggio di denaro. L'Ufficiale Generale ha pubblicato anche monografie e articoli su riviste e collane specialistiche.

## Pubblicazioni

### Monografie
- Statuto dei diritti del contribuente, Wolters Kluwer – ETI-Il Fisco, 2000, ISBN 978-88-19-05995-3
- Le semplificazioni degli adempimenti contabili e fiscali, Wolters Kluwer – ETI-Il Fisco, 2002, ISBN 978-88-19-06044-7
- Elementi normativi internazionali e nazionali in materia di riciclaggio, Cacucci Editore, 2010, ISBN 978-88-6611-000-7
- Tracciabilità nei contratti pubblici, in Italia Oggi, 2011
- Antiriciclaggio – Obblighi dei professionisti, intermediari ed altri soggetti, Wolters Kluwer – IPSOA, 2015, ISBN 978-88-217-4063-7
- La geografia dei paradisi fiscali, Wolters Kluwer – IPSOA, 2017, ISBN 978-88-217-6026-0
- Contrasto alla fiscalità internazionale aggressiva, Wolters Kluwer – IPSOA, 2021, ISBN 978-88-217-7788-6
- Trent’anni di normativa europea antiriciclaggio. Linee evolutive e novità all’orizzonte, in Supplemento alla Rivista della Guardia di Finanza, n. 1, 2021
- Follow the money a trent’anni dall’uccisione di Giovanni Falcone. Le indagini finanziarie e patrimoniali 3.0, in supplemento alla Rivista della Guardia di Finanza, n. 1, 2022
- Le nuove regole antiriciclaggio, Wolters Kluwer – IPSOA, 2023, ISBN 978-88-217-8732-8

## Riconoscimenti
- Benemerenza civica – Medaglia d'oro della città di Barletta, 2025[35][36]
- Cittadinanza Onoraria del Comune dell'Aquila per l'opera svolta a favore della collettività locale, 2016[37]
- Premio cento eccellenze italiane, 2024[38]
- Premio Nazionale Paolo Borsellino, edizione XXXI, per l'impegno nel contrasto alla criminalità organizzata, 2023[39]
- Premio della Commissione speciale anticamorra e beni confiscati della Regione Campania, 2023[40]
- Premio Internazionale "Pugliesi nel Mondo", IX edizione, 2018[41]
- Medaglia di bronzo al merito della Polizia della Repubblica di Polonia, 2011
- Stemma di Skanderberg e distintivo dell'Aquila d'oro della Repubblica di Albania, 2010
- Certificato di apprezzamento dell'Ufficio delle Nazioni Unite contro la Droga ed il Crimine (UNODC), 2010
- U.S. Army Commendation Medal, 2008
- Certificato di apprezzamento FBI - U.S. Department of Justice, 2006